# DJ Alpiste
DJ Alpiste (São Paulo, 18 de Dezembro de 1975) é um cantor de rap brasileiro gospel natural de São Paulo. É mais conhecido por ser um dos primeiros rappers brasileiros a fazer letras com temática religiosa protestante.

## Carreira
DJ Alpiste nome de carreira, iniciou sua carreira nos anos 1980, como DJ de equipes como Zimbabwe e Black Mad. Em 1993, após ter se convertido ao protestantismo, gravou o rap "Ser ou não ser" com a banda Kadoshi e em 1995 lançaria o álbum Transformação.
Já ganhou vários prêmios como o Hutúz de Grupo ou Artista Solo Gospel de 2003, assim como várias indicações de outras premiações dentro do meio Gospel, como o Troféu Talento.
No dia 24 de junho de 2010 a gravadora Sony Music anunciou a contratação do DJ Alpiste.[carece de fontes?]

## Discografia
- 1997 - Transformação
- 1999 - Efésios 6:12
- 2001 - O Peso da Palavra
- 2003 - Fanático
- 2004 - Acústico
- 2006 - Coisas que Você Precisa Ouvir
- 2007 - Pra Sempre
- 2008 - Arrebatador
- 2010 - Invencível
- 2012 - 20 anos de rap cristão
- 2013 - 2013 – The Best Of Volume 1
- 2013 - 2013 – The Best Of Volume 2
- 2018 - Krent Gangsta
- 2021 - The Factory

## Participações especiais
- Kadoshi - "Ser ou Não Ser"
- Virtud - "Viver Assim"
- VL3 - "Deixe Fluir"
- Danreis - "Nós Capota Mas Não Breka"
- Eddie Blue - "Hip Hop"
- Apocalipse 16 - "Muita Tretze"
- Convocados - "Vamos Seguir"
- LDIAS - "Sacrifício"
- Grupo Dú Alto - "O Monstro"
- JAMILY - Drogas tô fora CD Jamily Infantil

## Participações em coletâneas
- 1995 - Verão na VR
- 1997 - Rap & Rock de 97

## Prêmios
| Ano  | Prêmio       | Categoria                                         | Ref   |
| ---- | ------------ | ------------------------------------------------- | ----- |
| 2003 | Prêmio Hutúz | Grupo ou Artista Solo Gospel                      | [ 5 ] |
| 2009 | Prêmio Hutúz | Melhores grupos ou artistas solo gospel da década | [ 6 ] |